# Johann Joachim Becher
Johann Joachim Becher (Speyer, 6 de maig de 1635 - Londres, octubre de 1682), va ser un físic alemany, alquimista, precursor de la química, erudit i aventurer. Becher va ser el pare de la teoria del flogist. Ell va suposar que quan una substància crema, s'alliberava una altra substància, la terra pinguis. Aquest concepte va asseure les bases perquè Georg Stahl deduís la teoria del flogist.

## Orígens
El seu pare, un sacerdot luterà, va morir quan era petit, deixant vídua i tres fills. Als tretze anys, Becher es va fer responsable de si mateix i de la seva família. Va aprendre i va realitzar petits treballs d'artesania i va dedicar les seves nits a l'estudi. En 1654, als dinou anys, va publicar una edició de Salzthal's Tractatus de lapidi trismegisto; a la qual va seguir la publicació de Metallurgia, en 1660 i de la seva Character pro notitia linguarum universali, en 1661. En aquest últim exposa 10.000 paraules que poden usar-se com una llengua universal. En 1663 va publicar Oedipum Chemicum i un llibre sobre animals, plantes i minerals, Thier- Kräuter- und Bergbuch.

## Un viatger erudit
En 1657 va ser nomenat professor de medicina en la Universitat de Mainz i metge personal de l'arquebisbe elector. En 1666 va ser nomenat regidor de comerç (Commerzienrat) en Viena, on es va comerciejar el poderós respatller de Albrecht Count Zinzendorf, primer ministre i gran conseller de l'emperador Leopold I. Enviat per l'emperador en una missió als Països Baixos, va escriure en deu dies el seu Methodus Didactica, al que van seguir el Regeln der Christlichen Bundesgenossenschaft i el Politischer Discurs von den eigentlichen Ursachen des Auf- und Abnehmens der Städte, Länder und Republiken. Ja en 1669 publica Physica subterranea, el mateix any que va ser triat per a formar part de l'expedició de Hanau, en un projecte per a colonitzar una basta zona entre l'Orinoco i el riu Amazones. Mentrestant va ser nomenat metge de l'elector de Baviera; però en 1670 va tornar a Viena per a aconsellar sobre la creació d'una fàbrica de seda i proposant formar una gran companyia per a comerciar amb els Països Baixos a través d'un canal que unís el Rin i el Danubi. En 1678 viatja a Gran Bretanya per a visitar les mines d'Escòcia a petició del Príncep Rupert. Després va anar a Cornualla amb el mateix propòsit i va estar un any allí. Al començament de 1680 va presentar un escrit davant la Royal Society on intentava privar a Huygens de l'honor d'aplicar el pèndol com mesura del temps. En 1682 torna a Londres, on escriu Chymischer Glücks-Hafen, Oder Grosse Chymische Concordantz Und Collection, Von funffzehen hundert Chymischen Processen. Mor a l'octubre d'aquest mateix any.